# Teorija valenčne vezi
Teorija valenčne vezi oziroma teorija o nastanku vezi pravi, da se vezi med atomi tvorijo, če pride zaradi tega do nove razporeditve elektronov in jeder, ki ima nižjo energijo. To prerazporeditev elektronov lahko dosežemo na dva načina:
- atom lahko odda enega ali več svojih elektronov,
- atoma si elektrone delita.